# Cernosvitoviella atrata
Cernosvitoviella atrata é uma espécie de anelídeo pertencente à família Enchytraeidae.
A autoridade científica da espécie é Bretscher, tendo sido descrita no ano de 1903.
Trata-se de uma espécie presente no território português, incluindo a sua zona económica exclusiva.